# 塩屋庄三郎
塩屋 庄三郎（しおや しょうざぶろう、生没年不詳）とは江戸時代の江戸の地本問屋。

## 来歴
文花堂または文華堂、金花堂と号す。文政から文久年間に江戸の日本橋瀬戸物町の家主で地本問屋を営業している。文政7年（1824年）に刊行された『江戸買物独案内』に摺物問屋として載り、千代紙、絵半切も売っていた旨記されている。嘉永4年（1851年）に地本草紙問屋仮組に入っている。渓斎英泉の錦絵などを出版している。

## 作品
- 渓斎英泉 「猿若町芝居之略図」 天保15年（1844年）ころ ※合版
- 『ちくさのたね』 薗八節本 文久1年（1861年）序